# Lissoplaga edmondsi
Lissoplaga edmondsi là một loài bướm đêm trong họ Geometridae.